# Рибарићи (Вишњан)
Рибарићи (хрв. Ribarići) су насељено место у општини Вишњан, Истарска жупанија, Хрватска.

## Историја
До територијалне реорганизације у Хрватској били су у саставу старе општине Пореч. Као самостално насеље Рибарићи постоје од пописа 2011. године.

## Становништво
У попису становништва из 2011. године, Рибарићи нису имали становника.